# All Souls Church (London)

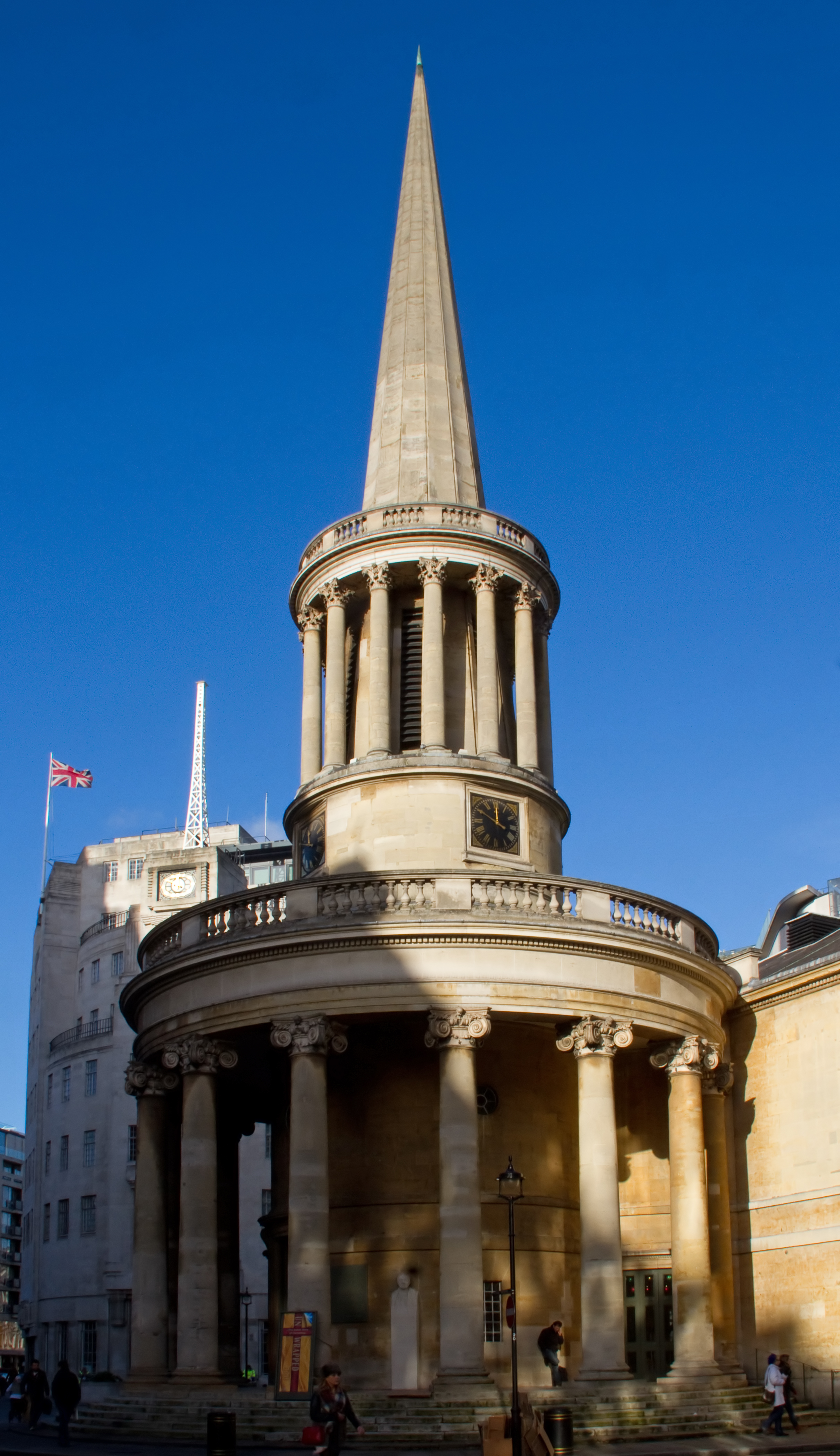
All Souls Church, Turm

All Souls, Langham Place ist ein anglikanisches Kirchengebäude im Londoner Innenstadtbezirk Marylebone. 

## Geschichte

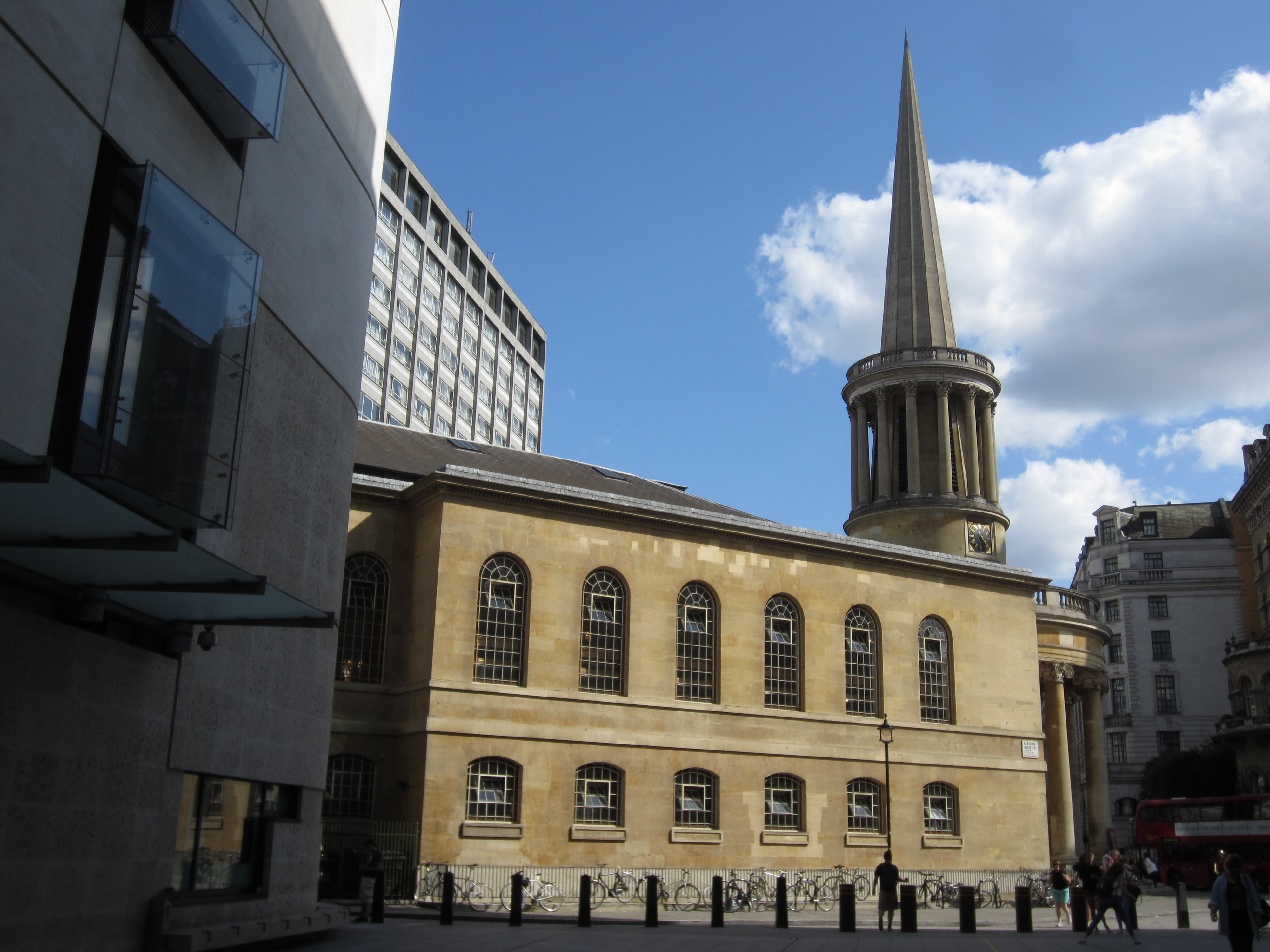
Seitenansicht

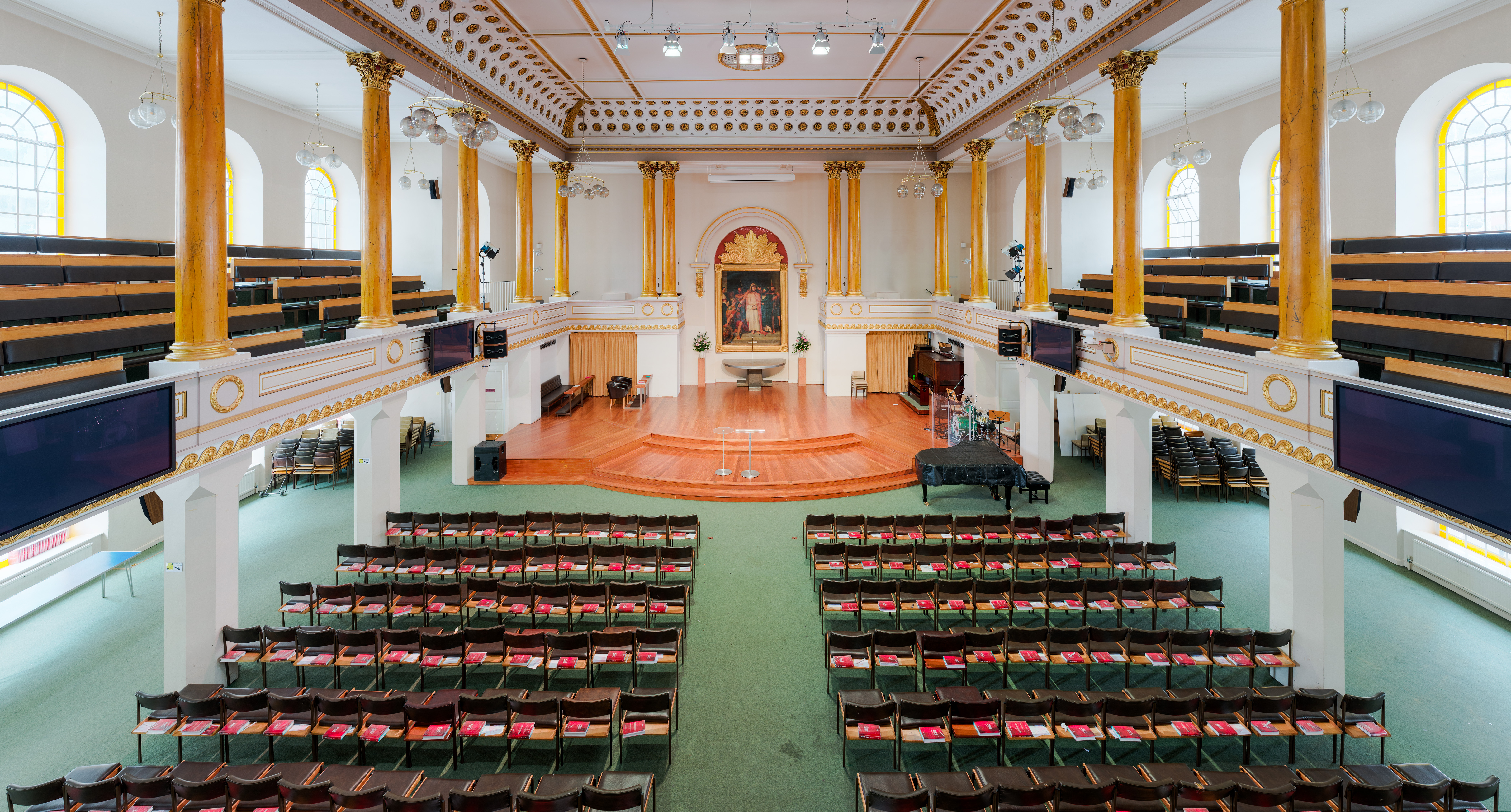
Innenansicht

Die Kirche wurde 1822 bis 1825 von John Nash als Teil seines umfassenden Stadtplanungsprojekts für London errichtet und markiert mit ihrem Turm den städtebaulichen Abschluss der Regent Street vor ihrer Einmündung in den bereits bestehenden Portland Place. Finanziert wurde der Kirchenbau durch einen Zuschuss von £ 12.819 aus den Mitteln der 1818 auf Parlamentsbeschluss gegründeten Londoner Kirchenbaukommission, errichtet wurde sie in Kalkstein aus Bath.
Dem schlichten Baukörper der Kirche, die den einzigen erhaltenen Kirchenbau im Werk von Nash darstellt, ist ein Portikus mit ionischen Säulen vorgelagert, der den um 1500 entstandenen Tempietto von Bramante in Rom zum Vorbild nimmt. Den schlanken Spitzhelm umgibt eine weitere, dem antiken Lysikratesmonument in Athen nachempfundene Rotunde mit korinthischen Säulen. Das Innere der Kirche zeigt in protestantischer Tradition umlaufende Galerien, deren korinthische Säulen die Flachdecke tragen.
Die Kirche erlitt 1940 Kriegsschäden, die bis 1950 behoben wurden. Nach 1970 wurden ein unterirdischer Gemeindesaal zugefügt und die originale Ausstattung teilweise entfernt.